# 那就是愛吧／吹向你的風
《那就是愛吧／吹向你的風》（日语：それが、愛でしょう／君に吹く風）是日本女性歌手下川美娜的第10張單曲。2003年9月3日由Pony Canyon發行。

## 解說
- 《那就是愛吧／吹向你的風》是歌手下川美娜她自從上一張單曲《all the way（日语：all the way）》以來，相隔3個月發行的最新單曲。單曲中的所有收錄歌曲後來在她的個人專輯《キミノウタ（日语：キミノウタ (下川みくにのアルバム)）》中收錄，其中『在那之後』收錄時歌名改作『在那之後 ～然後、現在～』。
- 表題曲「那就是愛吧／吹向你的風」曾在2003年8月至11月富士電視台播出的電視動畫《驚爆危機？校園篇》分別當作片頭主題曲和片尾主題曲使用。
- 另外，單曲封面的照片是在進行表題曲PV的錄影工作時，在露營車上拍攝的。

## 收錄歌曲
所有歌曲由Sin作曲、編曲。
1. 那就是愛吧 [5:10]
  - 作詞：下川美娜
  - 富士電視台電視動畫《驚爆危機？校園篇》片頭主題曲
2. 吹向你的風 [4:40]
  - 作詞：何茶李
  - 富士電視台電視動畫《驚爆危機？校園篇》片尾主題曲
3. 在那之後 [4:14]
  - 作詞：下川美娜
4. 那就是愛吧（instrumental） [5:10]
5. 吹向你的風（instrumental） [4:40]

## 收錄專輯
- キミノウタ（日语：キミノウタ (下川みくにのアルバム)）（所有歌曲。另外『在那之後』收錄時歌名改作『在那之後 ～然後、現在～』。2004年11月24日發行）
- Mikuni Shimokawa Singles & Movies（日语：Mikuni Shimokawa Singles & Movies）（『那就是愛吧』、『吹向你的風』。2005年8月18日發行）
- Reprise ～下川美娜動畫歌曲精選～（『那就是愛吧』、『吹向你的風』，兩首都在Disc.2收錄。2007年12月19日發行）
- 9 -Que!!- 下川美娜翻唱專輯（『那就是愛吧』，2008年3月19日發行）
- 翼 ～Very Best of Mikuni Shimokawa～（日语：翼 〜Very Best of Mikuni Shimokawa〜）（『那就是愛吧』，2009年8月5日發行）

## 翻唱
那就是愛吧
- 泉此方（聲：平野綾）－曾在電視動畫《幸運☆星》第3話當作片尾主題曲使用，並在2007年發行的同名動畫專輯『電視動畫《幸運☆星》片尾主題曲集錦 ～那一天在KTV包廂的日子（日语：TVアニメ『らき☆すた』エンディングテーマ集 〜ある日のカラオケボックス〜）』中收錄。
- 天海春香（聲：中村繪里子）－2009年發行的專輯『THE IDOLM@STER MASTER SPECIAL 01 天海春香、高槻彌生（日语：THE IDOLM@STER MASTER SPECIAL#01 天海春香・高槻やよい）』中收錄。
- HIMEKA－2010年發行的專輯『ラブ アニソン ～歌ってみた～（日语：ラブ アニソン 〜歌ってみた〜）』中收錄。